# Parahollardia
Parahollardia is een geslacht van straalvinnige vissen uit de familie van driepootvissen (Triacanthodidae).

## Soorten
- Parahollardia lineata (Longley, 1935)
- Parahollardia schmidti Woods, 1959